# Lazar Mamula
Lazar Mamula (njem.: Lazarus Freiherr von Mamula) (Gomirje 22. svibnja 1795. – Beč, Austrija, 17. siječnja 1878.), hrvatski barun, feldzeugmeister (general topništva) Vojske Austrijskog Carstva i namjesnik za Dalmaciju.

## Životopis
Barun general topništva Lazar Mamula je rođen 22. svibnja 1795. u Gomirju, u blizini grada Vrbovsko. U Beču je završio inženjerijsku vojnu akademiju, te je 1815. godine kao kadett-feldwebel (kadet-narednik) stupio u "Carsko-kraljevski korpus" u Beču, a kasnije u Zadru i Karlovcu. Sudjelovao je u vojnim pohodima na Padovu, Mantovu i Siciliju. Barun Mamula je postupno napredovao u službi sve do 1831. godine, kada mu je dodijeljen čin hauptmanna (satnik). Od 1831. do 1839. godine, barun Mamula se istaknuo u utvrđivanju Splita, Visa i Hvara, te izgradnjom pograničnih utvrda u Tirolu, oko Comorna i u okolici Innsbrucka. Barunu Mamuli je 1841. godine dodijeljen čin majora (bojnik), a 1848. čin obersta (pukovnik). Ban Josip Jelačić je imenovao baruna Mamulu rukovoditeljem "Glavnog vojnog stožera Austrijskog Carstva" u Hrvatskoj, te je među inim branio granicu od Mađara. Pod zapovjedništvom podmaršala Franza Dahlena von Orlaburga sudjelovao je u ratu protiv Mađara, a u prosincu 1848. objedinio je "Štajersko-hrvatski vojni korpus" s kojim se borio na području između Drave i Dunava. Spriječio je prodor Mađara u Slavoniju i Srijem tako što je 1849. napredovao do Osijeka i Petrovaradina, zatvorivši obje tvrđave, a k tomu je odbio napade na Srijemsku Kamenicu i Srijemske Karlovce. Zbog tih je zasluga 1849. dobio Viteški križ Reda Marije Terezije i Viteški križ Leopoldova reda, te naslov baruna. Ruski car Nikola I. ga je odlikovao Ordenom svete Ane II. reda. Od cara Franje Josipa I. dobio je 1850. godine čin generalmajora (general-bojnik), a 1853. čin feldmarschalleutnanta (podmaršal). Car Franjo Josip I. je imenovao baruna Mamulu, 1857. godine,  zapovjednikom Dalmacije, 1859. namjesnikom za Dalmaciju, a 1865. mu je dodijelio čin feldzeugmeistera (general topništva).
Godine 1858. je barun Mamula osnovao zakladu "Dalmatinski invalidi" s početnim kapitalom od 20.000 fiorina. 1867. godine barun Mamula je dao izgraditi pravoslavnu Crkvu Sv. Georgija u Ogulinu. Zvona crkvi darovao je sam car Franjo Josip I., dok je ikonostas crkvi poklonio barun Mamula. Barun Mamula je umro u Beču 12. siječnja 1878. godine.

### Činovi
- čin Kadett-feldwebel (kadet-narednik) dodijeljen 1815. godine.
- čin Hauptmann (satnik) dodijeljen 1831. godine.
- čin Major (bojnik) dodijeljen 1841. godine.
- čin Oberst (pukovnik) dodijeljen 1848. godine.
- čin Generalmajor (general-bojnik) dodijeljen 1850. godine.
- čin Feldmarschalleutnant (podmaršal) dodijeljen 1853. godine.
- čin Feldzeugmeister (general topništva) dodijeljen 1865. godine.

### Odličja

#### Austrijsko Carstvo
- Viteški križ Reda Marije Terezije (Ritter des Militär Maria Theresien Ordens)[1]
- Viteški križ Leopoldova reda (Ritterkreuz des Österreichisch-kaiserlicher Leopold-Orden)[1]

#### Rusko Carstvo
- Orden svete Ane II. reda (Orden Swjatoi Anny II. stupanj)[1]